# Lissodendoryx arenaria
Lissodendoryx arenaria är en svampdjursart som beskrevs av Burton 1936. Lissodendoryx arenaria ingår i släktet Lissodendoryx och familjen Coelosphaeridae. Inga underarter finns listade i Catalogue of Life.